# Тупичино (Псковська область)
Тупичино (рос. Тупичино) — присілок в Красногородському районі Псковської області Російської Федерації.
Населення становить 15 осіб. Входить до складу муніципального утворення Погранична волость .

## Історія
Від 2015 року входить до складу муніципального утворення Погранична волость .

## Населення
| 2001 | 2002 | 2010 |
| ---- | ---- | ---- |
| 12   | ↗15  | ↘8   |